# 入澤薬品
入澤薬品株式会社（いりざわやくひん）は、神奈川県横浜市戸塚区平戸町1472に本社を置く主に医薬品・医療機器の卸売りを扱う企業であった。現在は、共創未来グループの一社「東邦薬品」。

## 概要
- 代表取締役社長 入澤敏子
- 資本金　540万円
- 社員　42名

## 大株主
- 田辺製薬

## 沿革
- 昭和47年4月　「東邦薬品」と合併「戸塚支店」「藤沢支店」として発足

## 主な取引メーカー
- 田辺製薬